# 谢瑶环
谢瑶环，中国传统戏曲虚构的唐朝女性官员，出于清朝嘉庆年间李十三编剧、皮影碗碗腔《万福莲》，其后人物形象多有转变。现代影视剧亦多有演绎。
皮影碗碗腔《万福莲》中，武则天执政称帝，谢瑶环奉命巡查天下，最终联合义士和大臣迫使武则天退位。现代研究者指，谢瑶环是明清作者创造的，武则天任命、进入民间巡访的女性官员的类型角色。此类“女子为官，受到君王的重用”的故事情节，是“有志女子的梦想”。
1950年代中期，眉碗团将传统以皮影演出的碗碗腔改为真人演出。1959年，鱼讯、黄俊耀、袁多寿、朱学等剧作家将《万福莲》改编成《女巡按》，由眉碗团排演。此出剧目中，谢瑶环被塑造为“受权臣迫害而参加太湖农民军的潇洒人物”。田汉据此剧改编成历史剧《谢瑶环》，由中国京剧院首演。谢瑶环的形象转变为“力抗权贵、为民请命的女巡按”，最终被权臣迫害，酷刑致死。与《海瑞罢官》的海瑞形象近似。

## 备注
1. 1 2  韩林文章[3]中，将谢瑶环之类的人物称为“女官”。中国历史上，女官是为皇室服务、担任某一职务的高级宫女，并非外朝官员。谢瑶环与同类人物应归入女性官员之类。
2. ↑  李十三，本名李芳桂，号秋岩。陕西渭南人，清朝举人、碗碗腔剧作家[1]。